# آلبرت رید
آلبرت رید (به انگلیسی: Albert Read) (زادهٔ ۱۸۹۸ - درگذشته ؟) بازیکن فوتبال اهل انگلستان بود که سابقهٔ بازی در تیم ملی فوتبال انگلستان را در کارنامهٔ خود دارد. وی در تاریخ ۲۱ مه ۱۹۲۱ تنها بازی ملی خود را در مقابل تیم ملی فوتبال بلژیک انجام داد.